# Dorna-Arini
Dorna-Arini – wieś w Rumunii, w okręgu Suczawa, w gminie Dorna–Arini. W 2011 roku liczyła 1212 mieszkańców.